# 小島智善

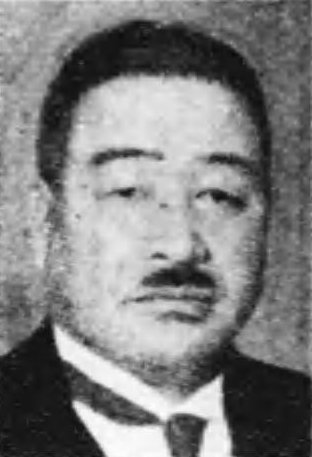
小島智善

小島 智善（こじま ともよし、1887年（明治20年）1月10日 - 1950年（昭和25年）3月7日）は、日本の衆議院議員（立憲政友会）。弁護士。

## 経歴
福島県田村郡飯豊村（現在の小野町）出身。第二高等学校を経て、1914年（大正3年）に東京帝国大学法科大学英法科を卒業した。大場茂馬の弁護士事務所に勤務した後、1917年（大正6年）に東京市麹町区に事務所を開いた。
1932年（昭和7年）、第18回衆議院議員総選挙に出馬し、当選を果たした。
その他に日米信託株式会社顧問を務めた。